# Together (telefilme)
Together é um telefilme de comédia dramática britânico de 2021 escrito por Dennis Kelly e dirigido por Stephen Daldry. É estrelado por James McAvoy e Sharon Horgan como um casal que reavalia o seu relacionamento durante a pandemia de COVID-19. O projeto foi filmado em dez dias em Kensal Rise, Londres.
Together está programado para ser lançado nos cinemas nos Estados Unidos pela Bleecker Street em 27 de agosto de 2021.

## Enredo
O filme se passa no Reino Unido durante os dias de confinamento provocados pela pandemia de COVID-19 de março de 2020 até os dias atuais. Acompanha um casal que está reavaliando seu relacionamento enquanto cuida de Artie, seu filho de 10 anos.

## Elenco
- James McAvoy como "ele"
- Sharon Horgan como "ela"
- Samuel Logan como Artie, o filho de 10 anos do casal

## Lançamento
O filme foi transmitido no Reino Unido pela BBC Two em 17 de junho de 2021.

## Recepção
Após o lançamento, recebeu críticas geralmente positivas, com alguns chamando-o de um filme "claustrofóbico", "brilhante" e "honesto" ambientado durante a pandemia. Em sua crítica, Lucy Mangan do The Guardian, deu a Together quatro estrelas de cinco e escreveu que o filme "captura perfeitamente as dilapidações emocionais de um relacionamento moribundo". No Rotten Tomatoes, 70% das 76 resenhas dos críticos são positivas, com uma nota média de 7,1/10. O consenso dos críticos do site diz: “Together é um pouco eficaz demais para recriar a experiência de bloqueio, embora Sharon Horgan e James McAvoy sejam uma dupla atraente”. No Metacritic, o filme tem uma pontuação média ponderada de 57 em 100 com base em 15 avaliações, indicando "críticas mistas ou médias".